# マルティン・ペトロフ
マルティン・ペトヨフ・ペトロフ（ブルガリア語: Мартин Петьов Петров, ラテン文字転写: Martin Petyov Petrov, 1979年1月15日 - ）は、ブルガリア・ヴラツァ出身の元同国代表サッカー選手。現役時代のポジションはサイドハーフ及びウィング。
左利きのアタッカーのため、ブルガリアではストイチコフ二世と呼ばれている。

## 経歴

### クラブ

#### 初期
元サッカー選手のペタルを父に持つペトロフは、3部に所属する地元のPOFCボテフ・ヴラツァで16歳の時にキャリアを始めた。すぐさま頭角を表すと、1996年冬に同胞のスティリアン・ペトロフと共にブルガリアリーグのCSKAソフィアと契約 し、兵役との両立で厳しい状況ながらも、最終的に母国の英雄フリスト・ストイチコフの生まれ変わりと呼ばれる 程のプレーを見せ、さらにUEFAカップの舞台でも活躍をしたことでスイス1部のセルヴェットFCへと引き抜かれた。
セルベットでも活躍を示し、1998-99シーズンにリーグ制覇、2000-01シーズンにカップ制覇に貢献。その結果、2001年夏に当時のクラブ最高額となる移籍金430万ユーロでVfLヴォルフスブルクと契約した。

#### ヴォルフスブルク
2001年から在籍したVfLヴォルフスブルクでは選手としての地位を確立することとなった。2001年7月14日にUEFAインタートトカップ 2001のFCディナモ・ミンスク戦（4-3）で公式戦初出場を飾り、得点とアシストを記録。7月28日にバイエル・レバークーゼンとの2001-02シーズン開幕戦でリーグ戦初出場を飾って以降、最終的に移籍1季目のリーグ戦で32試合6得点11アシストを記録した。ヴォルフスブルクでの最後のシーズンとなった2004-05シーズンは、2004年10月30日の1.FSVマインツ05戦（4-3）で4得点を挙げる など高い得点力を見せつけ、最終的にチーム内最多得点となる12得点を挙げる。また、30試合14アシストを記録した。ちなみにマインツ戦での4得点は国外でプレーするブルガリア人選手としてストイチコフに次いで2人目の快挙だった。

#### アトレティコ・マドリード
2005年夏に移籍金1000万ユーロでスペイン1部のアトレティコ・マドリードと契約。アトレティコではアントニオ・ロペスとの左サイドがチームの大きな攻撃パターンとなり、1季目から定位置確保に成功した。2季目も引き続き中心選手としてプレーしていたが、2006年10月14日にレクレアティーボ・ウェルバ戦中に前十字靭帯を損傷してしまい半年の離脱となった。2007年5月6日のRCDエスパニョール戦で復帰後初得点を挙げた。
シーズン終了後にトッテナム・ホットスパーFCとマンチェスター・シティFCがペトロフ獲得に興味を示し、退団するとメディア間で憶測を呼ぶと、2007年7月24日にアトレティコは移籍金620万ユーロで売却することを発表。同日、ペトロフは自身の将来を考えるためアトレティコの合宿から去っていき、翌日にスペインのメディアはマンチェスター・シティと大筋合意に達し、メディカルチェックのためシティ・オブ・マンチェスター・スタジアムへ向かっていると報じた。26日に移籍金470万ポンド（700万ユーロ）でイングランド1部のマンチェスター・シティと3年契約を締結した。

#### マンチェスター・シティ
2007年8月11日にブーリン・グラウンドでのウェストハム・ユナイテッドFC戦（2-0）で初出場、9月22日にクレイヴン・コテージでのフラムFC戦（3-3）で単独で初得点及び、エラーノとのワンツーで2得点目を記録した。以降で6アシストを提供し、ニューカッスル・ユナイテッドFC戦（3-1）、レディングFC戦（2-1）で1得点ずつ挙げ、ポーツマスFC戦では利き足と逆の右足でシュートを放ち、ソル・キャンベルの足の間を抜き得点を挙げた。エヴァートンFC戦（0-2）ではレオン・オズマンを蹴ったことでの一発退場 により3試合の出場停止となる場面がありながらも、出場35試合中先発34試合と1季目は中心選手として活動した。

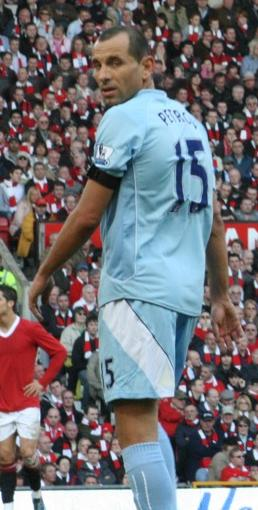
マンチェスター・ユナイテッドFCとのダービーでのペトロフ

2季目では、EBストレイムルとのUEFAカップ 2008-09予選1回戦第1戦（アウェイ2-0）でマイケル・ジョンソンのアシストで先制点を挙げる と、続く第2戦でダリウス・ヴァッセルのクロスから再び先制点を挙げた。また、セルティックFCとのシーズン前の親善試合でもエリア内から得点を挙げていた。このように序盤戦は好調さを見せていたのだが、10月15日の代表戦で膝の靭帯損傷により離脱が決定 し、さらに11月5日には膝半月板の手術を受けるため2009年3月までの約4ヶ月離脱することがマーク・ヒューズ監督から発表された。アウェイでのニューカッスル・ユナイテッドのリザーブチームとの試合で負傷から復帰して45分出場し、FCバルセロナとの親善試合（1-0）で得点を挙げる。2009年4月12日のフラム戦で公式戦に復帰を果たし、ロビーニョと交代するまで63分出場した。
2009-10シーズンになると、カルロス・テベスやエマニュエル・アデバヨール等の新規選手が次々と加入していったためペトロフ退団の動きが見られ、移籍期限最終日の2009年9月1日にデヴィッド・ベントリーがマンチェスター・シティへ向かっていたことでペトロフがトッテナムと契約するのではとの憶測を呼んだ。トッテナム側は移籍金1000万ポンド＋ベントリーの代役としてペトロフを望んでいたが、最終的にシティ側が期限付き・完全移籍の両方でベントリー獲得を取りやめたため、移籍話は消滅した。これに対し、ペトロフの代理人ラチェザル・タネフ（en）は監督であるヒューズが望まなかったため、この取引は決裂したと語った。しばしば出場すら出来ない状態が続いていたが、初先発した2010年9月28日のウェストハム・ユナイテッド戦で得点を挙げた。以降は再度出番が訪れなかったが、久しぶりの出場にして初先発となった10月18日のウィガン・アスレティックFC戦で得点を挙げると、続くフラム戦ではショーン・ライト＝フィリップスに代わり先発起用され、それに応えるように得点を挙げた。2試合連続で先発起用、得点と上り調子にいくかに思われたが、以前から悩まされてきた膝の怪我を10月26日に悪化させてしまった。その後、ヒューズ監督に代わりロベルト・マンチーニ監督が就任すると、2試合連続で先発起用され、ストーク・シティFC戦（2-0）で得点を挙げた。また、頻繁に先発起用されていったことで、ヒューズ前監督の起用法を公に批判した。
2010年4月18日に膝の負傷により4試合を残してシーズンを終了することが発表され、6月8日に契約満了に伴いベンジャニ・ムワルワリ、カール・ムーア（en）、シウヴィーニョと共に退団することが発表された。

#### 晩年
ボルトン
2010年6月22日にボルトン・ワンダラーズFCと7月1日から加入することで合意した。9月26日のマンチェスター・ユナイテッドFC戦で初得点を挙げ、最終的に同シーズンは3得点を記録。2部降格した2011-12シーズンはリーグ戦4得点、FAカップ1得点、フットボールリーグカップ1得点と公式戦で合計6得点を記録した。一定の出場数達成（30試合必要で35試合に出場）したことにより、シーズン終了後に契約条項に基づき契約延長となり、翌シーズンもボルトンでプレーすることとなった。
エスパニョール
ボルトンでトップクラスの給料を貰っていたものの、それに見合ったパフォーマンスを披露出来ないことから放出候補となり、双方合意の下契約を解除した。2013年1月17日に同シーズン終了までの期限でRCDエスパニョールと契約した。アトレティコ時代に指導を受けたハビエル・アギーレ監督の下で再びプレーすることとなったが、半年の間で出場した8試合全てが途中出場と失敗に終わり、シーズン終了後の6月17日に契約満了に伴い退団となった。
トーペド・チョールトン
エスパニョール退団後にイングランド北西部に渡ったペトロフは、2013年9月28日にマンチェスター・サタデー・モーニング・フットボールリーグ（Manchester Saturday Morning Football League）のトーペド・チョールトンFCの選手としてブラッシーズ・レンジャーズ・スパータクFC戦（1-0）に出場し、決勝点を挙げていることが判明した。
CSKAソフィア復帰
2013年10月25日、古巣であるCSKAソフィアに復帰した。

### 代表

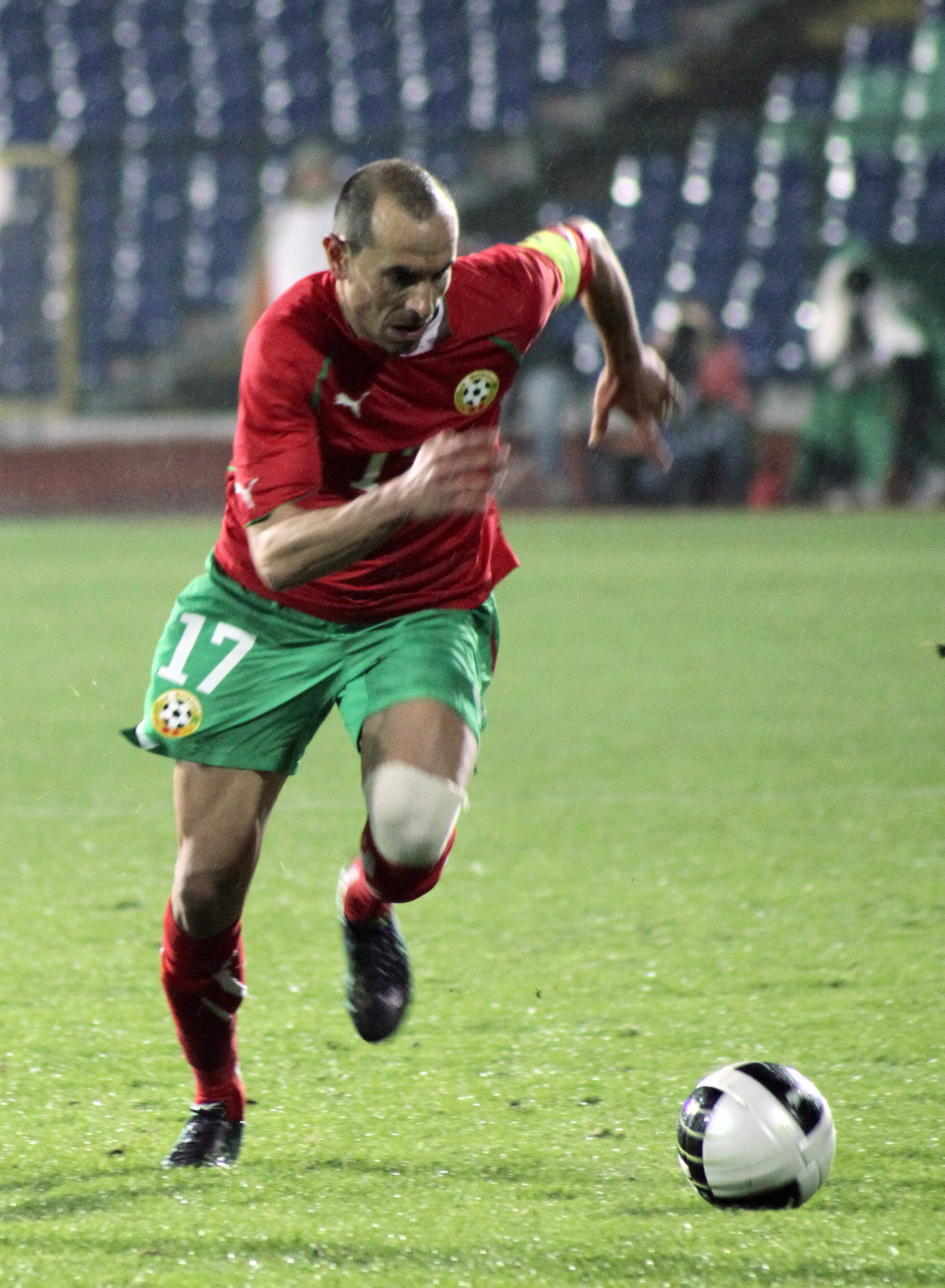
2010年にブルガリア代表でのペトロフ

1996年6月にEURO2000予選のイングランド戦で、ストイチコフに代わりブルガリア代表初出場を飾ったが、出場から僅か8分後に2枚目のイエローカードを提示されたことにより退場となった。
初めての主要大会となったEURO2004でチームはグループリーグ最下位で敗退する中、ペトロフ個人としては全3試合に出場と中心選手としてプレーし、イタリアとの最終戦（1-2）でペナルティーキックから得点を挙げた。ちなみにこの1得点がチーム唯一の得点となった。
2006年9月2日にコンスタンツァで行われたルーマニアとのEURO2008予選の初戦（2-2）では2点を追う中で僅か2分で2得点を挙げる と、さらに同予選のスロベニア戦（3-0）、オランダ戦（1-1）でも得点を挙げる活躍を見せたこともあり、同年のブルガリア年間最優秀選手賞を受賞した。

## タイトル
クラブ
PFC CSKAソフィア
- ブルガリアリーグ : 1996-97
- ブルガリア・カップ : 1996-97

セルヴェットFC
- スーパーリーグ : 1998-99
- スイス・カップ : 2000-01

アトレティコ・マドリード
- UEFAインタートトカップ : 2007（英語版）

個人
- ブルガリア年間最優秀選手賞（英語版） : 2006